# Suroyo TV
Suroyo TV   - (Syriska: ܤܘܪܝܐ) är en assyrisk-syriansk-kaldeisk Arameiska  satellit-tv-kanal. Suroyo tv sänder från sina studiolokaler i Sverige, Södertälje.
Suroyo TV är en röst för det assyriska-syrianska folket - deras kulturella ursprung, historia och språk. Suroyo TV sänds i 5 språk: Syriska, arabiska, svenska, engelska, och turkiska.
Suroyo TV förespråkar assyriska-syrianska folkets tv-kanal.
För närvarande, har den ett stort utbud av program tillämpat för barn, från politiska program till kulturella och sportprogram, från historiska dokumentärer till religiösa och nationella händelser och från filmrecension till musikaliska (syriska sånger med videoklipp) och pedagogiska program. Vidare, med dess dagliga nyhetsprogram som sänds på syriska (östlig och västlig dialekt) såväl som på arabiska, är en av de alternativa nyhetskanaler som tjänar medlemmarna av den kaldeiska-syrianska-assyriska församlingen som är utspridda i hela världen.
Suroyo TV sänds för närvarande 16 timmar per dag (4 timmars produktion som repeteras endast två gånger under 24 timmar. Den är tillgänglig på två satelliter för dess tittare i mer än 85 länder i hela världen (antagligen runt 100 länder i Asien, Europa och Amerika).